# Xerxes II
Xerxes II (Perzisch: خشیارشا, Chaschayārschā) was slechts 45 dagen sjah van het Perzische Rijk uit het huis der Achaemeniden, van het eind van 424 v.Chr. tot begin 423 v.Chr..
Zijn beide ouders Artaxerxes I en koningin Demaspia stierven op dezelfde dag, waarna hij (althans in Susa) als koning werd erkend. Na een feest waarop hij dronken geworden was vermoordde een halfbroer, Sogdianus (of Secydianus), hem. Deze trachtte te voorkomen dat een andere halfbroer, Ochus, de zoon van een Babylonische concubine naar de hoofdstad kon komen, maar deze slaagde erin een leger te formeren en eiste de troon op. Op 13 februari 423 v.Chr. werd Ochus als Darius II erkend als de nieuwe sjah.